# タンツムジーク
タンツムジーク（Tanzmuzik）は、日本のテクノバンドである。主にメンバーは山本アキヲと佐脇興英の2名で活動していたが、1997年にそれまでARMとして活動していた久川大志を迎えている。
結成は1993年。大阪を中心に活動し、同じ大阪で活動していた田中フミヤ主宰のレーベルである、とれまレコードからリリースされたシングル「Muzikanova」にてデビューを果たす。
1994年にライジング・ハイからシングル「Tan Tangue」、ファーストアルバム「Sinsekai」をリリース。当時のライジング・ハイは日本では「テクノ3大レーベル」と紹介されていたことから、このリリースは日本のテクノシーンで大きな注目を集めた。
ライジング・ハイからのリリース後は、1995年にはサブライムレコーズからAKIO/OKIHIDE名義のアルバムをリリースしたが、徐々にメンバーそれぞれがソロ活動に専念するようになった。1998年にリリースされたセカンドアルバム「Version City Hi-Lights」も、メンバーが各個に持ち寄った曲を収録したものである。
2022年3月15日、山本アキヲが死去。52歳没。

## ディスコグラフィー

### アルバム
- Sinsekai（1994年 / Rising High, 1995年 / Sony）
- Version City Hi-Lights（1998年 / Sublime Records）
- SCRATCHES（1995年 / Sublime Records, AKIO/OKIHIDE名義）

### シングル
- Muzikanova/PIQUE-A（1993年 / Torema Records）
- Tan Tangue（1994年 / Rising High）
- Love Light（1994年 / Rising High）

### コンピレーション
- TRANSONIC (970-1450km/h)（1994年 / Transonic Records, "TARPM"収録）
- TRANSONIC 5 (RE-ENTRY) （1995年 / Transonic Records, "TUNE YOUR HEAD REMIX"収録）
- Electronic Planet Vol.1 Torema Classics （1994年 / Torema Records/TDK, "DAEN"収録）
- Secret Life of Trance 4 （1994年 / Rising High, "CONTAINER"収録）
- Secret Life of Trance 5 （1995年 / Rising High, "CAINERN"収録）
- Trance Fiction Vol. 1 Fever Pitch At Dawn （1995年 / Rising High USA, "CAINERN"収録）
- Chill Out or Die 3 （1994年 / Rising High, "MERGE"収録）
- Chill Out or Die 4 （1995年 / Rising High, "SINSEKAI"収録）
- Rising High FutureScape（1995年 / Rising High, "SIGHT"収録）